# Gaston Paris
Bruno Paulin Gaston Paris (Avenay, 9 agosto 1839 – Cannes, 5 marzo 1903) è stato un filologo e medievista francese.
Allievo di Friedrich Diez, si può dire che sia stato lui ad avviare la moderna ricerca storico-filologica, così come il suo maestro aveva avviato quella linguistica.
Venne candidato al Premio Nobel per la letteratura nel 1901, 1902 e 1903.

## Biografia
Figlio di Paulin Paris, importante medievalista e paleografo, compie parte dei suoi studi a Bonn avviandosi prima alla filologia germanica, poi a quella romanza.
Succede a suo padre come professore al Collège de France, a partire dal 1872, e ne diventa poi direttore nel 1895. È inoltre eletto membro dell'Académie française il 28 maggio 1896 al posto di Louis Pasteur; alla sua morte il suo seggio verrà occupato da Frédéric Masson.
È fondatore, insieme a Paul Meyer, di riviste di studi prestigiose come la Revue critique e soprattutto Romania nel 1872, e promotore della Société des Anciens Textes Français.

## Opere
Gaston Paris curò l'edizione critica di diversi testi medievali, come La vie de saint Alexis (XI secolo) nel 1872.
Fu autore inoltre di numerosi studi e recensioni critiche sia di linguistica che di letteratura, alcuni dei quali raccolti nell'opera, uscita postuma a cura dei suoi allievi, Mélanges. Ricordiamo poi l'importantissimo studio Histoire poétique de Charlemagne (a cura di Paul Meyer, 1865), nel quale indaga le origini delle Chanson de geste e per cui vinse il Premio Gobert nel 1866 ; simile lavoro fa, riguardo ai fabliau, ne Les Contes orientaux dans la littérature française du moyen âge (1895).

### Altre pubblicazioni
- La leggenda di Saladino; traduzione di Mario Menghini. In Firenze, G. C. Sansoni, 1896.
- Gaston Paris - Joseph Bédier, Correspondance. Éditée par Ursula Bähler et Alain Corbellari, Firenze, SISMEL - Edizioni del Galluzzo, 2009
- Karl Bartsch - Gaston Paris, Correspondance. Entièrement revue et complétée par Ursula Bähler à partir de l'édition de Mario Roques, Firenze, SISMEL - Edizioni del Galluzzo, 2015
- Paul Meyer - Gaston Paris, Correspondance. Éditée par Charles Ridoux, avec la collaboration d'Ursula Bähler et d’Alain Corbellari, Firenze, SISMEL - Edizioni del Galluzzo, 2020